# Краснощёково (Алтайский край)
Краснощёково — село в Алтайском крае, административный центр Краснощёковского района.

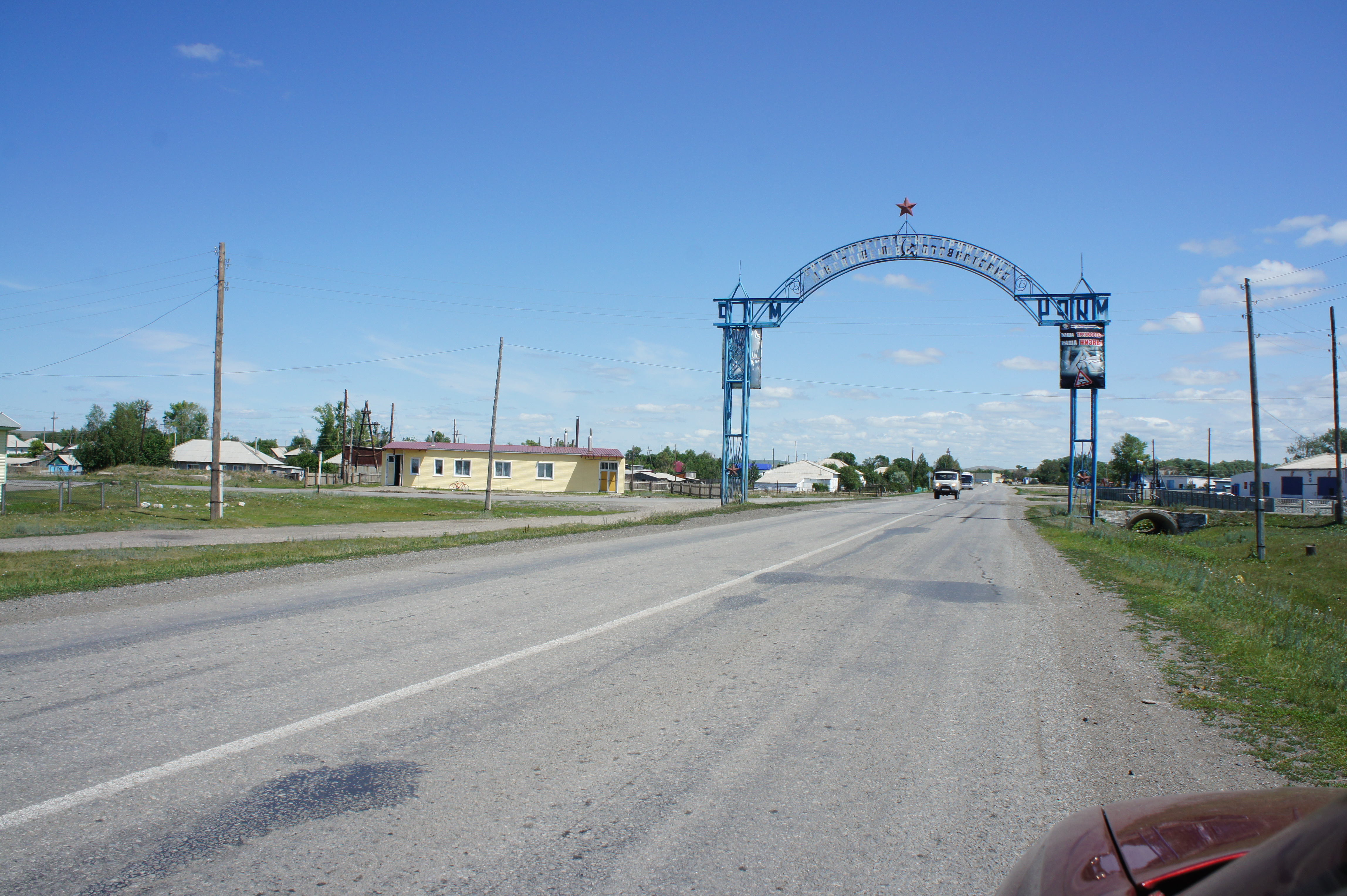
Улица на окраине Краснощёково

## Географическое положение
Расположено в 278 км к югу от Барнаула. Село связано с городами и районами края автомобильными трассами. До ближайшей железнодорожной станции Поспелиха 105 км.

## Климат
Климат континентальный. Средняя температура января — −14,5, июля — +17,9. Годовое количество атмосферных осадков — 430 мм.

## История
Основано в 1725 г. В 1928 г. состоял из 631 хозяйств, основное население — русские.
В административном отношении входило в Колыванскую волость Бийского уезда Алтайской губернии, затем являлось центром Краснощёковского сельсовета Колыванского района Рубцовского округа Сибирского края.

## Население
| 1926  | 1939  | 1959  | 1970  | 1979  | 1989  |
| ----- | ----- | ----- | ----- | ----- | ----- |
| 3694  | ↘3280 | ↗3403 | ↗3947 | ↗4585 | ↗5501 |
| 1997  | 1998  | 1999  | 2000  | 2001  | 2002  |
| ↗5590 | ↗5621 | ↘5591 | ↘5526 | ↗5534 | ↘5448 |
| 2003  | 2004  | 2005  | 2006  | 2007  | 2008  |
| ↗5504 | ↘5460 | ↘5397 | ↘5331 | ↘5296 | ↘5221 |
| 2009  | 2010  | 2011  | 2012  | 2021  |       |
| ↗5317 | ↘5078 | ↘5053 | ↘4995 | ↘4492 |       |

## Экономика и социальная сфера
В селе находятся предприятия по производству сельхозпродукции, маслосырзавод, хлебоприёмный пункт, школы, медицинские учреждения, спортсооружения, библиотеки.
В селе есть автоколонна № 2044, мебельное производство.

## Уроженцы
В селе родился и жил Герой Советского Союза Павел Никулин.